# Clube Ferroviário da Beira
Clube Ferroviário da Beira – mozambicki klub piłkarski grający w mozambickiej pierwszej lidze, mający siedzibę w mieście Beira.

## Sukcesy
- Moçambola[1]:
  - mistrzostwo (4): 1955, 1961, 1974 (przed uzyskaniem niepodległości), 2016

- Puchar Mozambiku[2]:
  - zwycięstwo (3): 2005, 2013, 2014
  - finał (5): 1978, 1993, 2015, 2018, 2022

## Występy w afrykańskich pucharach
| Sezon     | Rozgrywki                 | Runda       | Kraj                          | Klub                         | Dom | Wyjazd | Dwumecz      |
| --------- | ------------------------- | ----------- | ----------------------------- | ---------------------------- | --- | ------ | ------------ |
| 1994      | Puchar Zdobywców Pucharów | 1           | Kenia                         | Tusker FC                    | 1–3 | 0–2    | 1–5          |
| 1999      | Puchar CAF                | 1           | Kenia                         | Mumias Sugar FC              | 1–0 | 1–1    | 2–1          |
| 1999      | Puchar CAF                | 2           | Kamerun                       | Canon Jaunde                 | 0–0 | 0–1    | 0–1          |
| 2006      | Puchar Konfederacji       | wstępna     | Komory                        | Élan Club Mitsoudjé          | 2–1 | –      | 2–1          |
| 2006      | Puchar Konfederacji       | 1           | Madagaskar                    | USJF Ravinala                | 0–0 | 0–0    | 0–0 (k. 3–4) |
| 2014      | Puchar Konfederacji       | wstępna     | Tanzania                      | Azam FC                      | 2–0 | 0–1    | 2–1          |
| 2014      | Puchar Konfederacji       | 1           | Zambia                        | ZESCO United                 | 0–0 | 0–1    | 0–1          |
| 2015      | Puchar Konfederacji       | wstępna     | Mauritius                     | Petite Rivière Noire SC      | 5–2 | 2–1    | 7–3          |
| 2015      | Puchar Konfederacji       | 1           | Demokratyczna Republika Konga | AS Vita Club                 | 1–0 | 0–3    | 1–3          |
| 2017      | Liga Mistrzów             | wstępna     |                               | Zimamoto FC                  | 3–1 | 1–2    | 4–3          |
| 2017      | Liga Mistrzów             | 1           | Liberia                       | Barrack Young Controllers FC | 2–0 | 0–2    | 2–2 (k. 4–1) |
| 2017      | Liga Mistrzów             | gr. A       | Tunezja                       | Étoile Sportive du Sahel     | 1–1 | 0–5    | 1–5          |
| 2017      | Liga Mistrzów             | gr. A       | Sudan                         | Al-Hilal Omdurman            | 3–0 | 0–5    | 3–5          |
| 2017      | Liga Mistrzów             | gr. A       | Sudan                         | Al-Merreikh Omdurman         | 1–0 | 1–2    | 2–2          |
| 2017      | Liga Mistrzów             | ćwierćfinał | Algieria                      | USM Algier                   | 1–1 | 0–0    | 1–1          |
| 2022/2023 | Puchar Konfederacji       | 1           | Czad                          | AS Santé d’Abéché            | 1–0 | 2–1    | 3–1          |
| 2022/2023 | Puchar Konfederacji       | 2           | Kongo                         | CSMD Diables Noirs           | 2–1 | 0–3    | 2–4          |

## Stadion
Domowe mecze klub rozgrywa na stadionie o nazwie Estádio do Ferroviário w Beirze. Stadion może pomieścić 7000 widzów.

## Reprezentanci kraju grający w klubie od 2005 roku
Stan na styczeń 2023.
| - Tony Afonso - Amadú - Pascoal Carlos Amorim - Dayo António - Barrigana - António Belito - Betão - João Bonde - Edmundo Butana - Alcides Cantoná - Avelino Catoma - Carlitos Chimomole - Melven Choi - Gervásio Cossa - Helton Cunha - Mendes Falange - Foia - Momed Hagy - Bruno Lama - César Machava - Reinildo Mandava - Maninho - Manucho - Maré | - Chico Mioche - Monis - Luís Muchele - Nelinho - Nelito - Milton Nhabombe - Rúben Pamarra - João Simango - Mário Sinamunda - Skaba - Soarito - Osvaldo Sunde - Stélio Teca - Tchitcho - Pedro Timbe - Gildo Vilanculos - Nesmen Ndemen - Binwel Katinji - Chikondi Likwemba - Zicco Mkanda - Sankhani Nyirenda - Tokelo Rantie - Thomas Nyirenda - Willard Manyatera |